# Битва на Козаре
Би́тва на Ко́заре (сербохорв. Битка на Козари / Bitka na Kozari) — одно из самых кровопролитных партизанских сражений Народно-освободительной войны в Югославии. Битва велась 2-м Краинским партизанским отрядом против превосходящих сил немецких и усташско-домобранских войск в период с 10 июня по 17 июля 1942 года в Северо-Западной Боснии на горе Козара во время антипартизанской операции «Западная Босния» (другое название — операция «Козара»).
Целью операции «Западная Босния» было уничтожение 2-го Краинского партизанского отряда. В ходе боевых действий в кольце окружения немецко-усташско-домобранских войск оказались около 3500 партизан 2-го Краинского отряда, а также около 80 тысяч сербских беженцев, спасавшихся в горах от террора. Соотношение сил наступавших и оборонявшихся составляло приблизительно 9:1. В начале июля положение окружённых стало критическим и осложнялось с каждым днём. Крайне измотанные и истощённые двадцатидневными непрерывными боями партизанские батальоны и беженцы были стиснуты на ограниченном пространстве и подвергались постоянному артиллерийскому обстрелу и ударам авиации противника. Ситуацию усугубляла нарастающая нехватка продовольствия и медикаментов. Когда возникла угроза рассечения отряда на части, было принято решение идти на прорыв. В ночь с 3 на 4 и с 4 на 5 июля из окружения вырвалась часть партизан и около 10 тысяч беженцев. С наступлением утра противник снова сомкнул кольцо окружения. Оставшиеся внутри обруча партизаны разделились на небольшие группы, пытаясь укрыться в лесу или пробиться через заслоны противника. В период с 5 по 30 июля немецкие и хорватские войска систематически прочёсывали Козару и соседнюю Просару, совершая массовые убийства захваченного населения, раненых и пленных партизан, а оставленных в живых угоняли в концентрационные лагеря.
На Козаре вермахт и усташский режим впервые на оккупированных югославских землях прибегли к системной зачистке территории от сербского населения. Десятки тысяч сербских мирных жителей подверглись депортации: большей частью в германские и хорватские концентрационные лагеря в Земуне, Стара-Градишке, Ясеноваце и других местах, меньшей — на поселение в Славонию. Кроме того, работоспособных женщин отправляли в рейх, а мужчин — на север оккупированной Норвегии. Детей депортированных и убитых родителей размещали в детских лагерях (Ястребарско, Сисак), где многие из них погибли.
За время немецко-хорватской антипартизанской операции на Козаре в период с 10 июня по 30 июля 1942 года погибли от рук карателей около 20 тысяч местных жителей, а 68,6 тысячи человек были депортированы, в том числе 23,5 тысячи детей. Из них не возвратились на Козару около 35 тысяч человек, включая 11 тысяч детей в возрасте до 14 лет.
В истории Югославии Козара стала символом сопротивления, отваги и страданий.

## Географическая справка
Козара находится в Боснийской Краине и представляет собой горную гряду, простирающуюся с северо-запада на юго-восток на 70 км в длину и от 20 до 30 км в ширину. Её границами являются реки Уна, Сава, Врбас, Сана и Гомьеница. Высокую часть гряды образует гора Козара, а низкую — Подкозарье. Центральная часть Козары пролегает от Кнешполя до Баня-Луки на высоте 500—978 м над уровнем моря. Местность здесь практически безлюдная, поросшая лесами с глубокими котловинами среди крутых склонов гор и с большим количеством родников и ручьёв. Территория Козары составляет около 2500 км², а на её пространстве расположены 7 общин: Нови-Град, Костайница, Козарска-Дубица, Градишка, Лакташи, Баня-Лука и Приедор. Большинство населения Козары и Подкозарья (около 70 %) составляли сербы. Козара находится в непосредственной близости от линий коммуникаций, соединяющих восток и запад Балкан: автомобильных и железных дорог, а также водного пути по реке Сава, которые соединяют Загреб с Белградом. Это определяло стратегическое значение региона для немецкого командования.

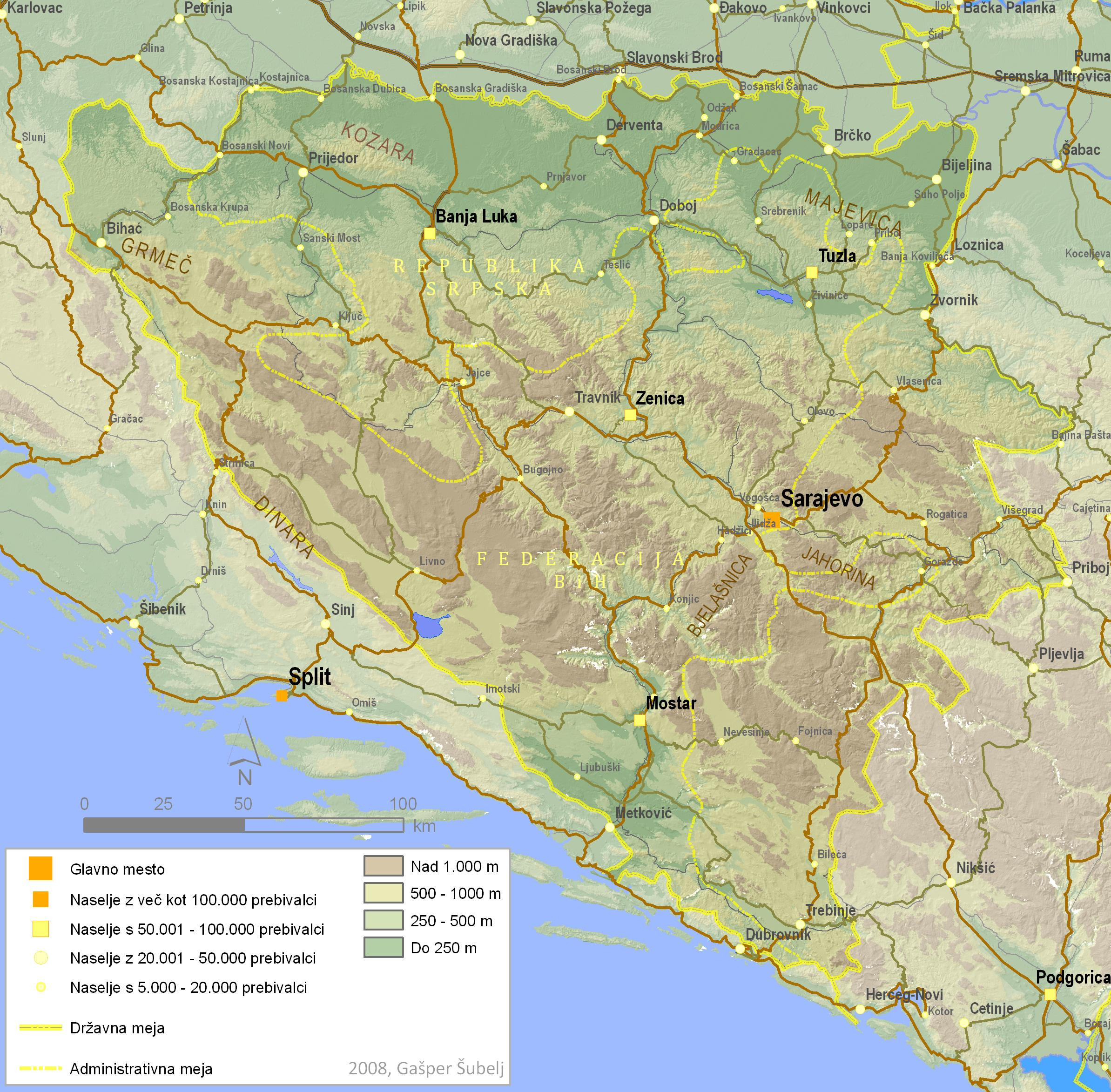
Босния и Герцеговина (современная карта)

## Предыстория
В апреле 1941 года Югославию оккупировали и разделили между собой Германия, Италия, Венгрия и Болгария. Территория Козары вместе с Боснийской Краиной были включены в состав Независимого государства Хорватия. С конца апреля 1941 года вооружённые группы усташей начали по нарастающей совершать массовые убийства сербов в местах их компактного проживания. Антисербская политика и террор, развязанный властями Хорватии, угрожавший самому существованию сербского населения, вынудил значительную часть сербов взяться с рубежа весны — лета 1941 года за оружие и выступить против усташского режима. Сербы составили основу антиусташских и антиоккупационных движений, начавших разворачиваться на территории НГХ. В этих условиях на Козаре стали организовываться повстанческие силы самообороны, из которых вскоре образовались партизанские отряды, действующие против усташских войск. Леса и горы Козары стали очагом партизанского сопротивления. В период с 24 по 27 ноября 1941 года немецкие и усташско-домобранские войска предприняли здесь первую масштабную антипартизанскую операцию под условным названием «Козара» (другое название «Приедор»), которая принесла ограниченные военные результаты. Вместе с тем операция сопровождалась массовыми убийствами усташами мирного сербского населения и привела не к долгосрочному «умиротворению», а к волнениям в регионе.
В конце 1941 года вооружённое восстание распространилось по всей Боснийской Краине. По словам представителя вермахта в Хорватии генерала Эдмунда Глайзе-Хорстенау, в районе Козары, Яйце и Баня-Луки был организован ряд небольших «советских республик» (освобождённых партизанами территорий). Согласно оценке командующего немецкими войсками в Сербии генерала Пауля Бадера, активность партизан здесь значительно усилилась, поэтому для оккупационных властей было необходимо как можно скорее восстановить контроль над районом Козары для сохранения военно-экономических интересов Германии и в первую очередь возобновления добычи железной руды в Любии вблизи Приедора. С учётом этого, на конференции представителей германского, итальянского и хорватского командований, состоявшейся в штабе итальянской 2-й армии в городе Опатия 2—3 марта 1942 года, было принято решение провести сразу после окончания операции «Трио» масштабную акцию по уничтожению партизан в Западной Боснии.

## Подготовка, план антипартизанской операции и силы сторон
20 мая 1942 года командующий немецкими войсками на Юго-Востоке генерал Вальтер Кунце поручил генералу Бадеру провести в середине июня операцию по «зачистке и умиротворению» западно-боснийского региона под условным названием «Западная Босния» (нем. Westbosnien) силами германско-усташско-домобранской боевой группы под немецким командованием. 23 мая генерал Бадер издал приказ о формировании боевой группы «Западная Босния» во главе с командиром 714-й пехотной дивизии (пд) генерал-майором Фридрихом Шталем (нем. Friedrich Stahl) с целью возвращения под контроль НГХ районов Западной Боснии, расположенных к северу от демаркационной линии, и окончательного обеспечения безопасной эксплуатации рудника по добыче железной руды в районе Приедора.
Операция была нацелена на уничтожение 2-го Краинского партизанского отряда, при этом её замысел имел существенное отличие от ранее проведенных и будущих антипартизанских акций вермахта на югославских землях. В этот раз было задумано лишить партизан базы их пополнения и снабжения за счёт широкомасштабной депортации практически всего населения Козары в другие районы Хорватии, если только оно не «подозревалось в принадлежности к бандам». Вместо него планировалось расселить вдоль главных линий коммуникаций лояльных хорватов — католиков и мусульман.
4 июня 1942 года генерал Шталь издал распоряжение о проведении операции по окружению и уничтожению партизан в Западной Боснии, которым объявлялось, что он лично принимает на себя оперативное командование задействованными подразделениями вооружённых сил Хорватии и исполнительную власть в районе операции, ограниченном на севере рекой Сава, на западе — рекой Уна, на юге — демаркационной линией и на востоке — рекой Врбас. Сотрудничество с местными властями должно было проводиться через уполномоченного Министерства внутренних дел НГХ в оперативном штабе «Западная Босния». Приказ генерала Шталя устанавливал правила обращения с пленными партизанами и гражданским населением в зоне операции. Расстрелу подлежали лица, оказавшие сопротивление немецким или хорватским войскам, захваченные с оружием в руках, а также помогавшие партизанам. Добровольно сдавшихся в плен и подозрительных лиц следовало отправлять в концентрационные лагеря.
Ключевой задачей операции являлось тщательное прочёсывание лесного массива Козары — важнейшего убежища западно-боснийских партизан. Разработанный в штабе боевой группы «Западная Босния» план операции предусматривал два этапа её реализации. На первом этапе следовало быстрым прорывом войск из районов Баня-Луки и Босански-Нови в направлении Приедора отсечь 2-й Краинский партизанский отряд от других партизанских сил Боснийской Краины. Вслед за этим надлежало поставить вокруг него заслоны: оперативной группой «Восток» — на линии Босанска-Градишка — Иваньска, «Север» — по левому берегу реки Сава от Стара-Градишки до Ясеноваца, «Запад» — по реке Уна между Босански-Нови и Босанска-Костайница и «Юг» — вдоль линии коммуникации
Иваньска — Приедор — Босански-Нови. Затем домобранская 1-я горнопехотная дивизия должна была перейти в наступление с линии Босански-Нови — Костайница и, продвигаясь на восток, вытеснить 2-й Краинский отряд на Козару, сжать вокруг него кольцо окружения и уничтожить совместным концентрическим наступлением всех задействованных сил операции. На втором этапе планировалось зачистить пространство в нижнем течении рек Сана и Уна и к западу от линии коммуникации Босанска-Дубица —
Приедор — Сански-Мост.
Формирование боевой группы «Западная Босния» было сопряжено с трудностями ввиду отсутствия резервов у командующего немецкими войсками в Сербии. Кроме того, после операции в Восточной Боснии требовались войска для обеспечения контроля над недавно отвоёванными у повстанцев территориями, а помощь итальянцев была исключена, так как после операции «Трио» сотрудничество командований Юго-Востока и 2-й армии практически прервалось. В этих условиях к 10 июня в состав боевой группы «Западная Босния» были включены: домобранские 1-я, 2-я и 3-я горнопехотные бригады, 3 немецких пехотных батальона, один немецкий ландверный стрелковый батальон (нем. Landesschützenbataillon) и 4 артиллерийские батареи. Поддержка с воздуха осуществлялась силами специально созданного авиационного командования «Западная Босния». К операции также были привлечены речные мониторы венгерской Дунайской флотилии, призванные действовать на участке реки Савы.
Альтернативные сведения о составе боевой группы представлены в югославском источнике. Так, по состоянию на 6 июня 1942 года, оперативная группа «Западная Босния» включала: 721-й пехотный полк 714-й пехотной дивизии (без 1-го батальона) — 1900 человек, 661-й артиллерийский дивизион (без 4-й батареи) 714-й пд, 1-ю батарею 750-го пехотного полка 718-й пд, 1-й батальон 202-го танкового полка (без 1-й роты), 3-ю роту 659-го сапёрного батальона, взвод горных орудий 670-го артиллерийского дивизиона 717-й пд, 924-й ландверный стрелковый батальон, мониторы венгерской Дунайской флотилии и 1 бронепоезд. Итого 4883 человека. Кроме них боевой группе были 5 июня подчинены усташско-домобранские соединения: 1-я горнопехотная дивизия численностью 4 888 человек, 3-я горнопехотная бригада — 3 432 человека, 4-я Баня-Лукская бригада — 5 609 человек, авиагруппа «Зенич» и ряд других подразделений. Итого 17 917 человек.
Этим силам немецко-хорватской операции противостоял 2-й Краинский партизанский отряд численностью 3500 человек в составе 5 батальонов. Подразделения отряда были распределены по окружной линии коммуникации Баня-Лука — Приедор — Босански-Нови — Костайница — Дубица — Босанска-Градишка — Баня-Лука. Командование отряда получило непосредственно перед началом операции сведения, указывающие на подготовку немцев к наступлению, но не могло оценить масштаб планируемой акции и силы противника. В результате штабом отряда было принято решение об упорной обороне Козары и населения, бежавшего от террора немцев и усташей.

## Периодизация битвы

### Общие сведения
Историография по теме содержит различные данные о периоде и продолжительности Битвы на Козаре. Период битвы определяется сроками проведения операции «Западная Босния» 10 июня — 17 июля 1942 года или 10 июня — 15 июля 1942 года. Также продолжительность битвы исчисляется 27 днями от начала немецко-хорватского наступления до момента прорыва части 2-го Краинского партизанского отряда из окружения или 50 днями в период с 10 июня по 30 июля 1942 года до окончания цикла антипартизанских акций в данном регионе.
Литературные источники по теме приводят различные сроки немецко-хорватской операции «Западная Босния» (другое название операция «Козара»): 10 июня — 17 июля у Милетича, а также 10 июня — 18 июля у Барича и Шмидера. Вместе с тем практически без перехода после этого была проведена операция по зачистке Западной Боснии от партизан в междуречье Уны и Саны и в районе линии коммуникации Приедор — Босански-Нови — Костайница. Милетич сообщает, что в ряде источников эта операция называется вторым этапом т. н. «Козарской операции». Датой окончания этих военных действий у Цолича указано 30 июля 1942 года (весь период с 10 июня по 30 июля 1942 года представлен как срок операции «Хавер» или «Козарского наступления»), в то время как согласно Шмидеру, эти военные действия велись до 3 августа 1942 года.

### Этапы антипартизанских операций на Козаре
Антипартизанские операции на Козаре проводились в четыре этапа. На первом этапе с 10 по 18 июня были проведены прорыв домобранских и немецких войск к Приедору из Баня-Луки и Босански-Нови и наступление 1-й горнопехотной дивизии до линии коммуникации Дубица — Приедор. Во время второго этапа с 19 до 30 июня велись бои за дорогу Приедор — Босанска Дубица и организация исхода беженцев на Козару. Третий этап объединяет две попытки прорыва из окружения, предпринятые 2-м Краинским партизанским отрядом в период между 1 и 5 июля. Четвертый этап охватывает наступление немецко-хорватских войск через Козару и Просару с 5 по 17 июля и зачистку территории к западу от линии коммуникации Приедор — Дубица 20—30 июля 1942 года.

## Сражение

### 10—18 июня 1942 года

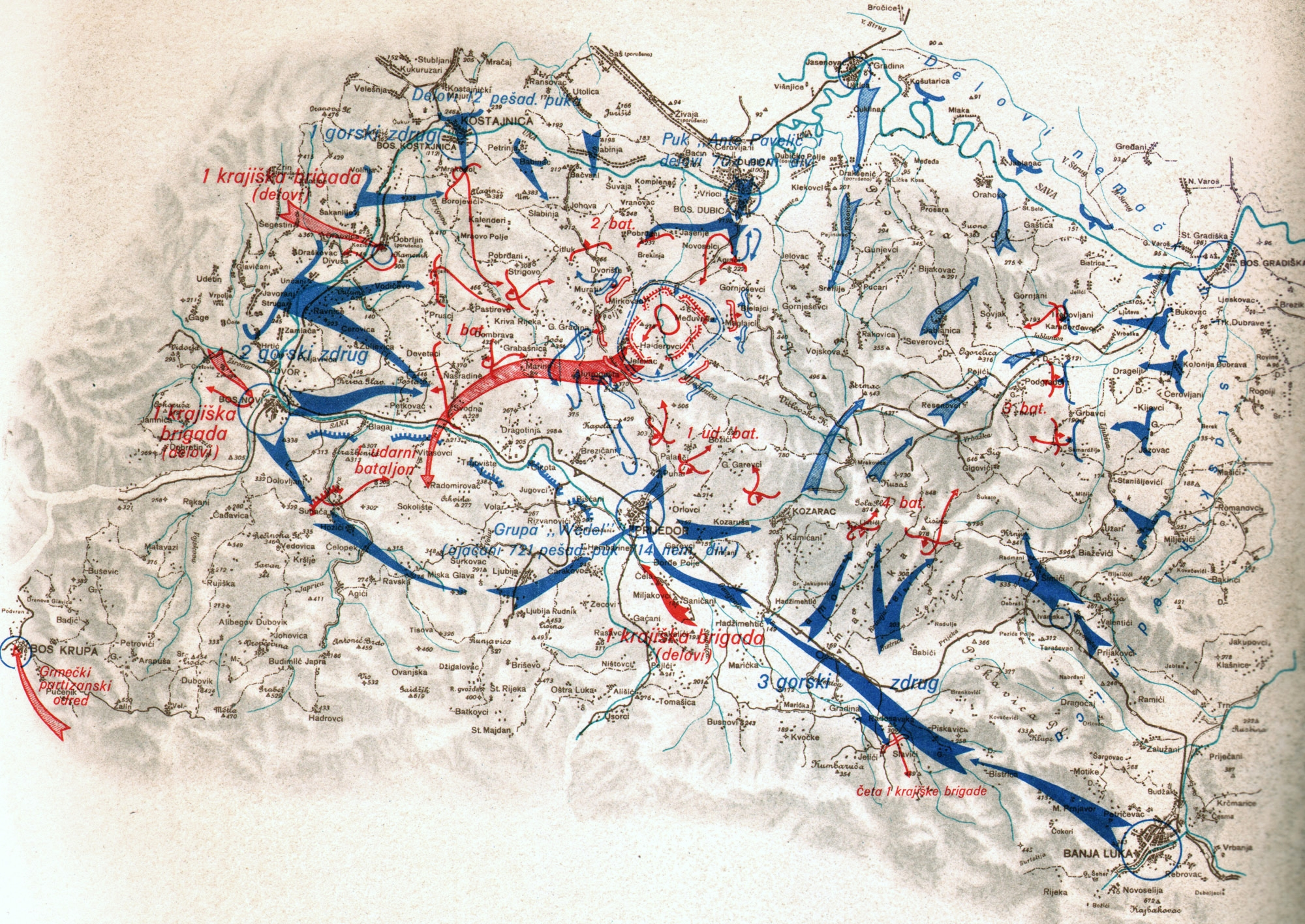
Схема военных действий на Козаре, 10 июня — 16 июля 1942 года

Операция «Западная Босния» началась в 4:30 утра 10 июня наступлением двух боевых групп домобранских бригад по встречным направлениям из Баня-Луки и Босански-Нови. В тот же день 3-я горнопехотная бригада заняла Приедор, а 12 июня обе наступающие группы соединились и отсекли 2-й Краинский отряд от партизанских сил, расположенных в районе горы Грмеч. Затем была атакована 1-я Краинская бригада, которую теснили на Грмеч. Остальные боевые группы — «Север», «Восток» и «Юг» — связывали своими действиями батальоны 2-го Краинского отряда и установили линию блокирования, предотвращая возможный прорыв партизан из района Козары.
Таким образом, 12 июня Козара была окружена, а 14 июня немцы и хорваты стали сжимать кольцо окружения вокруг 2-го Краинского отряда. В тот же день с линии Босански-Нови — Костайница перешла в наступление на западном направлении домобранская 1-я горнопехотная дивизия. Ей противостояли 1-й, 2-й и части ударного батальона Краинского партизанского отряда. Несмотря на ожесточённое сопротивление партизан, дивизия овладела 18 июня линией коммуникации Приедор — Дубица, однако здесь была остановлена и втянулась в тяжёлые бои, вследствие которых в последующие дни операцию охватил кризис.

### 19—30 июня 1942 года
В ночь с 18 на 19 июня ударный и 2-й батальоны 2-го Краинского отряда контратаковали противника и в течение двухдневных боёв разбили 3-й батальон 2-й горнопехотной бригады в районе Патрии и села Горни-Еловац. При этом было взято в плен 283 домобрана и 60 убито. Через возникшую брешь в позициях противника из окружения вышли около 5000 беженцев. 19 июня подразделения 1-го, 2-го и ударного батальонов 2-го Краинского отряда окружили в селе Погледжево 1-й батальон 1-й горнопехотной бригады. 20 июня партизаны атаковали окружённых с 3 часов утра до 20 часов вечера, пытаясь их уничтожить, однако домобраны выдержали штурм при поддержке своей артиллерии и авиации и с потерями отступили. В результате боёв 19—21 июня 2-я горнопехотная бригада была отброшена к западу от дороги Приедор — Босанска-Дубица.
В последующие дни ожесточённые бои шли на всех других участках обороны Козары, кроме сектора 3-го батальона. Неприятель предпринял атаки в полосе от села Паланчиште до Юговичевой горы, однако был отброшен 23/24 июня конратаками 1-го, 2-го и ударного батальонов. При этом 3-й батальон 4-й горнопехотной бригады потерял 150 человек убитыми и 60 пленными. Немецкие донесения этого периода сообщали о «разваливающихся фронтах» и «нахлынувшей панике» в домобранских частях. На 25 июня потери домобран составили 235 человек убитыми и 521 человек пропавшими без вести. Также было утрачено большое количество оружия, в том числе 68 пулемётов. К 25 июня немцы восстановили линию блокирования силами своих подразделений, но успех операции был поставлен под сомнение.
С начала операции «Западная Босния» 2-й Краинский отряд вёл боевые действия, применяя тактику партизанской войны. Противника встречали на выгодных позициях, в засадах или атаковали внезапно ночью. После нанесения урона партизаны или отбрасывали неприятеля, или быстро отходили при угрожающей обстановке. Дневные бои велись только при необходимости. Когда немецко-хорватские войска сомкнули кольцо окружения и установили сплошной фронт вокруг Козары, партизанам пришлось отступить от своей тактики. Теперь они концентрировали силы на секторе, где находились раненые и беженцы, на направлениях Козарца, Приедора и Дубицы. Партизаны занимали доминирующие высоты и упорно обороняли их, потому что другого выхода не было.
По оценке историка Владимира Зеленина:

Трагедия Козары заключалась в том, что партизаны были вынуждены принять навязанные врагом фронтальные бои, а это в корне противоречило их испытанной тактике — отступать там, где враг сильнее, и наступать там, где он слабее или где не ожидает нападения. Слишком уж велико было неравенство в силах, вооружении и т. д. Отступить от этого правила партизан заставило присутствие десятков тысяч беженцев — их родных и близких, которым в случае ухода партизан грозила верная гибель. А так все-таки сохранялась надежда, что враг, может быть, выдохнется, отступит или где-нибудь удастся пробить кольцо окружения и вместе со всеми беженцами уйти в другой район. Но надеждам этим не суждено было сбыться. Когда гитлеровцам стало ясно, что усташам одним не справиться с Козарой, в действие вступили немецкие войска.

После донесения генерала Шталя о невозможности доверять наступлению домобранских бригад, немецкому командованию пришлось отказаться от стягивания кольца одновременными действиями на юге и западе. Чтобы обеспечить дальнейший успех операции, генерал Бадер вынужден был пойти на беспрецедентное ослабление сил в Сербии и перебросить 23—26 июня в район Козары четыре батальона и штаб полка 714-й пехотной дивизии, где из их состава была сформирована боевая группа «Боровски». Тем самым немецкий контингент операции был увеличен более чем в два раза. Согласно историку Гаю Трифковичу, общая численность сил «оси» в конце июня составляла от 30 тысяч до 35 тысяч человек. 28 июня южная группа начала постепенное продвижение к гребням Козары. 1 июля группа «Боровски» приняла командование войсками западного сектора операции и пополнилась 1-й ротой 1-го батальона 202-го танкового полка.

### 1—5 июля 1942 года
Со вступлением в операцию новой немецкой боевой группы положение 2-го Краинского отряда ухудшилось. Противник сжимал кольцо и подвергал окружённых постоянному артиллерийскому обстрелу и ударам авиации. Партизанские подразделения, особенно 1-й, 2-й и ударный батальоны были крайне утомлены и истощены двадцатидневными боями. Действия отряда сковывали около 500 раненых партизан и 75 000 беженцев. Ситуацию усугубляла нарастающая нехватка продовольствия, медикаментов и боеприпасов. Оперативный штаб народно-освободительной партизанской и добровольческой армии (НОПиДАЮ) в Боснии пытался помочь своему окружённому отряду и отвлечь неприятеля атаками 1-й Краинской бригады и 1-го Краинского партизанского отряда на Босанску-Крупу (20 июня), Сански-Мост (27 июня), Добрлин (3 июля) и другие населённые пункты и линии коммуникаций в долинах Уны и Саны, но эти меры не принесли желаемых результатов. Командующий силами антипартизанской операции не позволял отвлекать задействованные части от главной цели. Из-за обострения обстановки командование партизан приняло решение копать подземные схроны для укрытия раненых и складов. Когда возникла опасность рассечения отряда на две части и уже не было возможности устранить такую угрозу, на совещании командования 2-го Краинского отряда, состоявшемся 2 июля на Мраковице, было решено идти на прорыв.
Путь через Саву в Славонию оценивался как невозможный. Не было плавсредств. К тому же река контролировалась венгерскими мониторами, а по близлежащей железной дороге от Окучан до Ясеноваца постоянно курсировал немецкий бронепоезд. Также была исключена возможность выхода из окружения в направлении горы Мотаицы и Средней Боснии. После оценки всех вариантов и рекогносцировки, было принято решение пробиваться в направлении Ламовитой, затем к населённому пункту Маричка и далее на Подгрмеч. В ночь с 3 на 4 июля начался прорыв через дорогу Дубица — Приедор на направлении Дони-Еловац — Крива-Риека. Группу прорыва составляли 1-й, 2-й, 3-й и ударный батальоны. Прорыв был организован на скорую руку. Взаимодействие подразделений не было обеспечено. 3-й батальон подошёл только к началу операции после 30-км перехода, не ориентировался на местности и не имел времени на подготовку к штурму вражеских позиций. В результате 1-й и ударный батальоны прорвались через направление Патрия — Планиница — село Ютрогошта. Атаки остальных батальонов были безуспешными. Через пробитую брешь шириной около 2 км вместе с двумя батальонами вышли из окружения около 10 тысяч беженцев и часть штаба партизанского отряда (без оперативного отдела). Вскоре немцы подтянули резервы и закрыли кольцо окружения.
Попытка прорыва 2-го, 3-го и 4-го батальонов состоялась в ночь с 4 на 5 июля и явилась кульминацией битвы на Козаре. Своё видение прорыва изложил военный репортёр вермахта Курт Неер (нем. Kurt Neher):

Теперь начинается самое ужасное, от чего у каждого, кто впервые слышит об этом, леденеет кровь в жилах.
Одна женщина долго и упорно выкрикивает призыв к атаке, а потом сотни живых трупов перехватывают её боевой клич: мужчины, женщины и дети с животной настойчивостью бросаются на штурм наших позиций. Рёв массы напоминает рёв инопланетных существ, которые в борьбе за жизнь, как стая кровожадных зверей, пытаются прорваться через кольцо людей и военной техники… Мужчины движутся лавинами, готовые к самоуничтожению, не думая ни о чём…
Оригинальный текст (серб.)Сада отпочиње оно најстрашније што свакоме од нас леди крв у жилама када први пут чује о томе. Једна жена дуго и јако узвикује позив на јуриш, а затим стотине живих лешева прихвата њен борбени поклич: мушкарци, жене и деца животињском упорношћу насрћу на наше положаје. Урлик масе подсећа на урлик ванземаљских бића који, у борби за голи живот, попут чопора крволочних звери, покушавају да се пробију кроз обруч људи и ратне технике… Мушкарци надиру у таласима, спремни на самоуништење, не размишљају ни о чему…

Через заслоны немцев пробились 1-я рота 2-го батальона, группа бойцов из его 2-й и 3-й рот, 2-я рота 3-го батальона, группа бойцов 1-й роты 3-го батальона, группа бойцов 4-го батальона и группа 4-го батальона 1-й Краинской бригады. Этот бой стал самым ожесточённым и кровопролитным за время битвы. Так, 3-я рота 3-го батальона пошла в атаку в составе 150 человек, а вышла из боя, имея 30 человек. В окружении остались большая часть 2-го, 3-го и 4-го батальонов, оперативный отдел штаба и часть 4-го батальона 1-й Краинской бригады. Выжившие в бою партизаны, включая раненых, отошли вглубь гор, так как не могли больше сдерживать натиск противника. Вслед за ними шли беженцы. 6 июля 400—500 бойцов собрались на горе Живодер и разделились на группы, чтобы по отдельности попытаться выйти из окружения или укрыться во время прочёсывания немцами территории Козары.

### 5—17 июля 1942 года
5 июля началось наступление боевой группы «Боровски» с линии блокирования на северо-западе и юге на общем направлении Козарац — Мраковица — Орахова — река Сава. Немецкие войска прочёсывали местность, совершая массовые убийства пленных и захваченных беженцев. 1-й и ударный батальоны с другими вышедшими из окружения бойцами 2-го Краинского отряда численностью около 800 человек собрались в районе населённых пунктов Пастирево, Сводна и вершины Планиница, после чего блокировали дорогу Приедор — Босански-Нови для обеспечения прохода беженцев в район села Сводна и на Подгрмеч. 15 июля отряд вышел для отдыха в район сёл Витасовци, Радомировац и Миска-Глава, где 18 июля был атакован неприятелем и рассечён на две части. Ударный батальон (без одной роты) вынужден был отступить к югу от села Сухача. 1-й батальон и рота ударного батальона прорвались через реку Сану к Пастирево.
Перед прорывом 2-го Краинского отряда из окружения лежачих раненых партизан укрыли в подземных схронах, однако они были вырыты наскоро и довольно непрофессионально. Маскировка была недостаточной, поэтому противник обнаружил их при тщательном прочёсывании местности и с помощью собак-ищеек. Найденных раненых убивали немецкие и усташско-домобранские войска. Захваченных беженцев отправляли в лагеря или убивали на месте. Некоторой части бойцов и гражданского населения удалось избежать захвата, скрываясь в лесах или в подземных схронах.
С начала июля 1942 года в документах Главного штаба домобранства (хорв. Glavni stožer domobranstva) отмечаются сведения о расстрелах пленных партизан: 6 июля солдатами боевой группы «Боровски» расстреляны 23 партизана, 8 июля — 55, в этот день 50 партизан сдались восточной группе блокирования Козары. 14 июля генерал Шталь повторно распорядился расстреливать после допроса партизан и лиц, оказывавших им помощь. В ежедневном донесении главного штаба домобранства от 15 июля 1942 года сообщается, что силы операции на Козаре встречают слабое сопротивление, а также о расстреле 59 партизан и взятии в плен четверых. При этом у них было изъято 29 винтовок. Несоответствие числа трофеев и расстрелянных, по мнению историка Никицы Барича, указывает на присутствие в числе убитых гражданского населения, а разница между «настоящими» партизанами и остальным населением, особенно молодыми людьми, для немецких солдат и домобранства составляла размытое понятие. Дневная сводка главного штаба домобранства за 18 июля 1942 года сообщает об успешном окончании днём ранее операции на Козаре и Просаре: общее число убитых партизан составило 3397 человек, ещё 250 человек были расстреляны после допросов. Здесь также приведены сведения о расстреле 294 партизан во время разведки в районе к северо-востоку от Приедора.
Приказ по боевой группе «Боровски» от 18 июля 1942 года объявил о завершении операции в районе Козары и Просары. Согласно его тексту, успех действий группы оценивался как огромный. Противник был уничтожен или взят в плен, за исключением небольших групп, которым удалось прорваться из окружения. При незначительных собственных потерях группой «Боровски» было уничтожено свыше 1500 партизан и большое число взято в плен. Были разрушены партизанские бараки и избы. Всё население с окружённой территории выселено и проведена её тщательная зачистка. На партизанских складах и в укрытиях изъято большое число тяжёлых и ручных пулемётов с принадлежностями, винтовки, ручные гранаты, боеприпасы и другое снаряжение.

### 20—30 июля 1942 года
18 июля операция «Западная Босния» официально завершилась. Однако зачистка Козары продолжилась. Немецкие и хорватские войска совершили с 18 по 21 июля перегруппировку сил и заняли исходные позиции в долине Саны от Приедора до Босански-Нови и в долине Уны от Босански-Нови до Босанска-Дубицы. После этого боевая группа «Боровски» в составе усиленных 734-го пехотного полка 704-й пехотной дивизии и домобранской 1-й горнопехотной дивизии приступили к повторной зачистке местности к западу от линии Босанска-Дубица — Приедор. В ходе этих действий 1-й батальон и рота ударного батальона 2-го Краинского отряда снова были окружены около села Пастирево, однако пробились на Козару в ночь с 26 на 27 июля.
23 июля германское посольство в Загребе сообщило в Берлин, что в ходе операции на Козаре погибли 3500 партизан из около 5000, действовавших здесь до начала акции. 300 человек были взяты в плен, предстали перед военным трибуналом и были расстреляны. Более поздние документы сообщают, что в период от 24 июня по 23 июля 1942 года боевой группой «Западная Босния» были убиты 6589 партизан, 423 ранены, а 777 расстреляны в карательных целях. Военными властями в Босанска-Дубице были объявлены партизанами и расстреляны захваченные на Козаре молодые люди в количестве 2400 человек, а в Босанска-Градишке — 800 человек. Согласно донесению областного комитета КПЮ в Боснийской Краине от середины августа 1942 года, немецкими и хорватскими войсками по завершении операции проводились массовые расстрелы и убийства населения Козары, особенно членов народно-освободительных комитетов, коммунистов и молодежи, способной служить в армии. По оценкам краинского обкома КПЮ, число жертв составило около 10—15 тысяч человек (эти сведения историк Никица Барич считает преувеличенными).
Расстрелы партизан продолжались и в начале августа 1942 года. Так, разведывательный отдел боевой группы «Западная Босния» затребовал у командования 3-го жандармского полка в Баня-Луке расстрелять 2 августа 49 партизан, попавших в плен во время операции на Козаре.

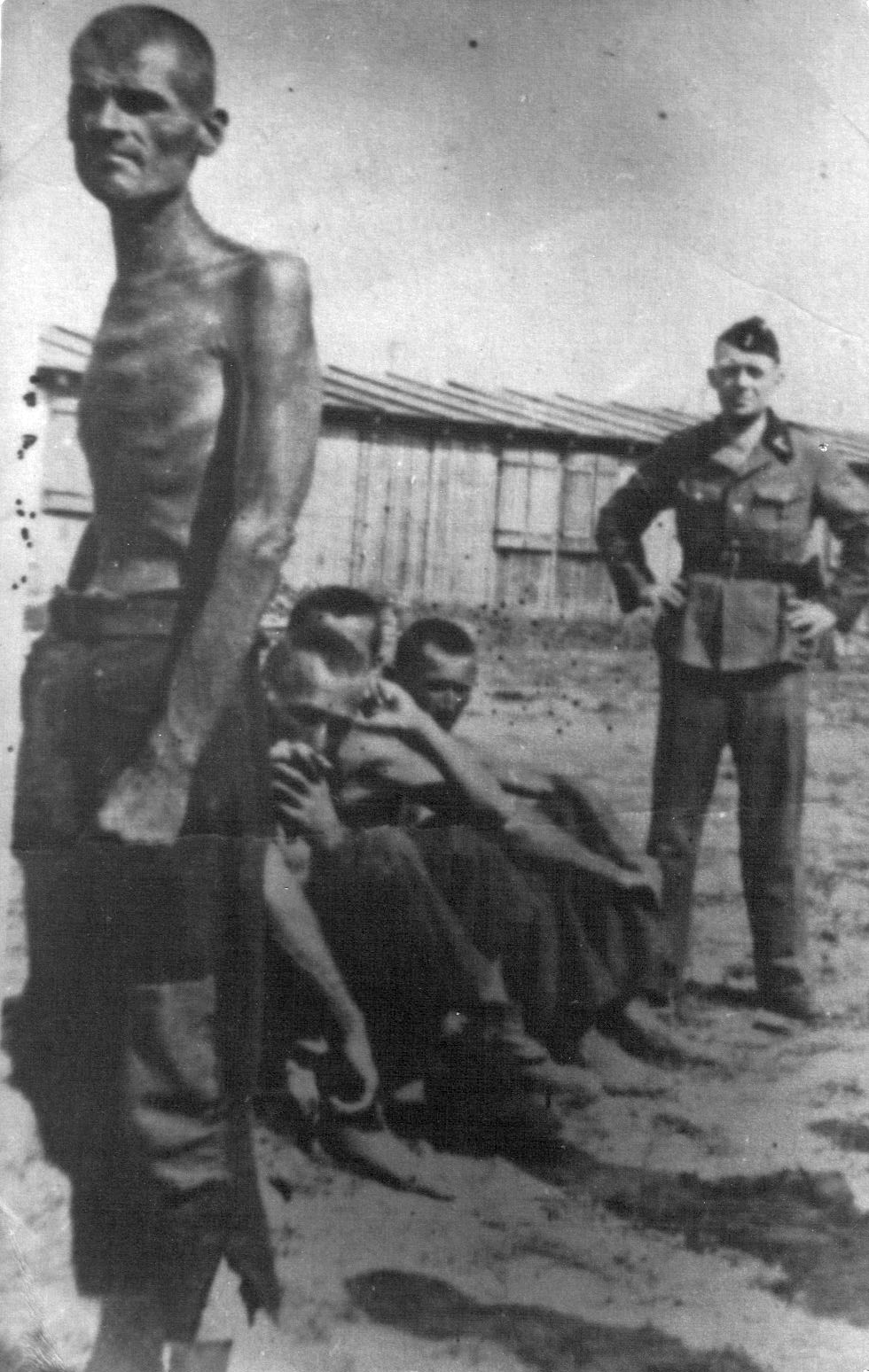
Пленные партизаны в концлагере Саймиште, 1942 год

Согласно дневным отчётам главного штаба домобранства, подозреваемых в связях с партизанами также массово отправляли в немецкий концентрационный лагерь в Земуне: до 15 июля — 2374 человека, 15 июля — 555 человек, 16 июля — 904 человека, 28 июля — 985 человек. По неполным сведениям, число депортированных в Земун составило 4818, а по оценкам достигало около 10 000 человек. Из них большое число узников умерли из-за болезней, голода и условий содержания. В середине августа немецкие власти Сербии обратились к Генеральному консульству НГХ в Белграде с просьбой забрать нетрудоспособных 3457 узников Земуна старше 50 лет, в том числе семидесяти- и восьмидесятилетних, а также 537 мальчиков в возрасте от 9 до 14 лет. В сентябре власти НГХ приняли около 2900 узников с Козары и перевезли их по железной дороге в Ясеновацкий концлагерь. Транспортировка длилась несколько дней, в течение которых людей не кормили и не поили. В результате в дороге умерли около 500 человек, а остальных ликвидировали в лагере.

## Последующие события
Пробившиеся из окружения подразделения 2-го Краинского партизанского отряда были разделены под влиянием факторов военной обстановки и в течение июля располагались отдельными частями на Подгрмече и Козаре. Положение группы подразделений, вышедших из окружения во время второго прорыва 4/5 июля (1-я рота 2-го батальона, 2-я рота 3-го батальона и др.), характеризует донесение секретаря окружного комитета КПЮ Козарского оперативного района Бранко Бабича-Словенца командиру отряда Обраду Стишовичу от 18 июля 1942 года. В составе группы насчитывалось около 300 человек. Согласно рапорту, боевой дух партизан несколько упал, за исключением отдельных лиц. В этой связи Бабич писал: «Не посылайте нам деморализованных бойцов, ибо они будут только обузой. Из-за ситуации с деморализацией партизан, мы пока не можем предпринимать боевые действия. На сегодня у нас собралось около 25 раненых, размещённых в двух бараках. За ними организован дальнейший уход. Все раненые из 4-го батальона обнаружены и убиты (противником). Судьба раненых 3-го батальона неизвестна». В документе также сообщалось о неустановленной участи большинства членов штаба после того, как окружённые остатки отряда разделились на группы на горе Живодер.
В течение июля на пункты сбора выходили группы и отдельные бойцы отряда, уцелевшие в ходе зачисток территории немецкими и хорватскими войсками, в том числе члены штаба Йосип Мажар, Ратко Вуйович и др..
К 31 июля НОПиДАЮ в Боснии собрал все подразделения 2-го Краинского партизанского отряда, за исключением включённого 2 августа в состав 2-й Краинской бригады ударного батальона и приступил к их реорганизации. До 19 августа отряд не вёл боевых действий. 19 августа 1942 года во время военного смотра отряда на Палеже (одна из вершин Козары) в его составе числилось 900 бойцов.
С 27 августа отряд возобновил боевую активность. 22 сентября 1942 года 2-й Краинский партизанский отряд был реорганизован на горе Палеж в 5-ю Краинскую Козарскую ударную бригаду численностью 1100 человек.
Политика депортации сербского населения и попытки его замещения лояльными хорватами и мусульманами не привела к долговременному успеху. В дальнейшем вермахт был вынужден отказаться от такой практики. Несмотря на понесённые потери, партизаны Козары смогли пополнить свои ряды благодаря хорошо поставленной политической работе с населением и возобновить участие в народно-освободительной войне.

## Итоги
Битва на Козаре стала одним из самых кровопролитных и драматичных партизанских сражений Народно-освободительной войны в Югославии. По человеческим страданиям битва не имела себе равных в анналах народно-освободительного движения Югославии. Результаты операции «Западная Босния» превзошли все ранее достигнутые в антипартизанских акциях на территории Хорватии. Партизанам было нанесено самое тяжёлое поражение со времени подавления восстания в Сербии осенью — зимой 1941 года.
На Козаре вермахт и усташский режим прибегли впервые на оккупированных югославских землях к системной зачистке территории от сербского населения. За время антипартизанской операции десятки тысяч сербcких мирных жителей подверглись депортации большей частью в германские и хорватские концентрационные лагеря в Земуне, Стара-Градишке, Ясеноваце и других местах, меньшей — на поселение в Славонию. При этом людей убивали на марше по пути к местам назначения, они умирали в лагерях от голода, болезней и плохих условий содержания. Кроме того, работоспособных женщин отправляли в рейх, а мужчин — на север оккупированной Норвегии. Детей депортированных и убитых родителей размещали в детских лагерях (Ястребарско, Сисак), где многие из них погибли из-за халатности администрации от голода, холода и болезней.
В Битве на Козаре погибло более 50 % членов 2-го Краинского партизанского отряда. По разным данным число убитых составило от 1700 до 1900 человек, включая 300—400 раненых, которых казнили после пленения.
За время немецко-хорватской антипартизанской операции на Козаре в период с 10 июня по 30 июля 1942 года погибли от рук карателей около 20 000 местных жителей, а 68 600 человек были депортированы, в том числе 23 500 детей. Из них не возвратились на Козару около 35 000 человек, включая 11 000 детей в возрасте до 14 лет. Число установленных погибших гражданских лиц и бойцов составляет 33 398 человек. Представитель вермахта в Хорватии генерал Глайзе-Хорстенау выразил результат операций в Западной Боснии следующими словами: «Летом мы зачистили Козару, так сказать, до последнего мужчины, а также до последней женщины и ребёнка».

## Память
В истории Народно-освободительной войны в Югославии Битва на Козаре является символом сопротивления, отваги и страданий. Тема битвы отражена в югославском кинематографе, художественной и исторической литературе, монументальном искусстве и фольклоре.
Трагическим событиям битвы посвящён художественный фильм «Козара», вышедший в СФРЮ в 1962 году. Тема битвы представлена в рассказе сербского югославского писателя и поэта Бранко Чопича «Битва на Козаре» (1946 год), а также в его стихотворении «Хоровод козарский», опубликованном в СССР в 1955 году в переводе на русский язык Дмитрия Кедрина. В 1966 году в Югославии был опубликован роман «Козара» писателя Младена Олячи. В СССР книга издана в 1970 году в переводе с сербскохорватского языка Т. Поповой и Е. Рябовой. Послесловие и примечания к роману написал историк В. В. Зеленин. В 1968 году в СФРЮ вышла книга Мирко Пекича и Драгутина Чургуза «Bitka na Kozari», неоднократно переиздававшаяся впоследствии. Исследование событий битвы изложено в сборнике работ историков «Kozara u narodnooslobodilačkoj borbi i socijalističkoj revoluciji (1941—1945)», изданном в 1980 году.
В память о Козарской эпопее в 1971—1972 годах на вершине Мраковица в Национальном парке Козара сооружён мемориальный комплекс, состоящий из памятника Революции, мемориальной стены и музея. Автором памятника Революции является скульптор Душан Джамоня.
В фольклорном творчестве сложился эпос Козары, представленный в широкой песенной тематике военного времени. В этих песнях славятся победы и отдаётся должное потерям без траура по павшим героям. Среди козарских песен преобладают весёлые, боевые двустишия, исполняемые в традициях козарского хорового пения (сербохорв. Козарачко коло). Слова песен ободряли и призывали к новым сражениям. Великим жертвам битвы посвящена песня «Ой, Козара, не нужно тебе дождя, тебя партизаны напоили кровью» (сербохорв. Oj Kozaro, ne treba ti kiše, Heroji  te  krvlju  natopiše). Одна из самых популярных песен: «Мы — братья из-под Козары, где матери не рожают предателей» (сербохорв. Ми смо браћа испод Козарице, гдjе не paђa маjка издаjице). В песне «Ой Козаро, густой лес, ты полна войсками» (сербохорв. Oj Kozaro, gusta šumo u tebi je vojske puno) — Козара — это место сбора, боевой, непокорённый бастион. О козарских девушках и женщинах — партизанках, вставших на место мужчин, говорится в песне: «Мы — сестрёнки из-под Козары» (сербохорв. Ми  смо  секе  испод  Козарице). И, наконец, по определению филолога Милана Бодигоры, песня на самые красивые слова посвящена погибшему бойцу: «Ой Младен, наш Младен, по Козаре цветы вянут» (сербохорв. Oj Mladene, naš Mladene, po Kozari cvijeće vene).
В 2017 году Почтой Сербии выпущена серия марок, посвящённых 75-й годовщине Битвы на Козаре.